# WNBA All-Star Game 2011
Match précédent Match suivant
Le WNBA All-Star Game 2011 (rencontre exhibition annuelle de basket-ball féminin aux États-Unis) se déroule le 23 juillet 2011 au AT&T Center de San Antonio au Texas. Ce match est le 10e All-Star Game annuel. Le AT&T Center accueille cet événement pour la première fois de son histoire.
La sélection des meilleures joueuses des 15 ans de la WNBA est dévoilée à la mi-temps.

## Joueuses
| Pos.         | Joueuse          | Équipe                      | Participation |
| Titulaires   | Titulaires       | Titulaires                  | Titulaires    |
| ------------ | ---------------- | --------------------------- | ------------- |
| PG           | Sue Bird         | Storm de Seattle            | 7e            |
| SG           | Diana Taurasi    | Mercury de Phoenix          | 5e            |
| SF           | Maya Moore       | Lynx du Minnesota           | 2e            |
| PF           | Swin Cash        | Storm de Seattle            | 6e            |
| C            | Candace Parker*  | Sparks de Los Angeles       | 2e            |
| Remplaçantes |                  |                             |               |
| C            | Danielle Adams   | Silver Stars de San Antonio | 1re           |
| F            | Rebekkah Brunson | Lynx du Minnesota           | 3e            |
| F            | Penny Taylor     | Mercury de Phoenix          | 4e            |
| G            | Seimone Augustus | Lynx du Minnesota           | 3e            |
| G            | Becky Hammon     | Silver Stars de San Antonio | 8e            |
| G            | Lindsay Whalen   | Lynx du Minnesota           | 2e            |
| C            | Liz Cambage      | Shock de Tulsa              | 1re           |
| Entraîneur   |                  |                             |               |
|              | Brian Agler      | Storm de Seattle            |               |

| Pos.         | Joueuse              | Équipe                | Participation |
| Titulaires   | Titulaires           | Titulaires            | Titulaires    |
| ------------ | -------------------- | --------------------- | ------------- |
| PG           | Cappie Pondexter     | Liberty de New York   | 4e            |
| SG           | Katie Douglas        | Fever de l'Indiana    | 5e            |
| SF           | Tamika Catchings     | Fever de l'Indiana    | 9e            |
| PF           | Angel McCoughtry     | Dream d'Atlanta       | 1re           |
| C            | Tina Charles         | Sun du Connecticut    | 1re           |
| Remplaçantes |                      |                       |               |
| F            | Essence Carson       | Liberty de New York   | 1re           |
| F            | Crystal Langhorne    | Mystics de Washington | 2e            |
| C            | Sylvia Fowles        | Sky de Chicago        | 3e            |
| F            | Renee Montgomery     | Sun du Connecticut    | 2e            |
| G            | Epiphanny Prince     | Sky de Chicago        | 1re           |
| G            | Courtney Vandersloot | Sky de Chicago        | 1re           |
| Entraîneuse  |                      |                       |               |
|              | Marynell Meadors     | Dream d'Atlanta       |               |

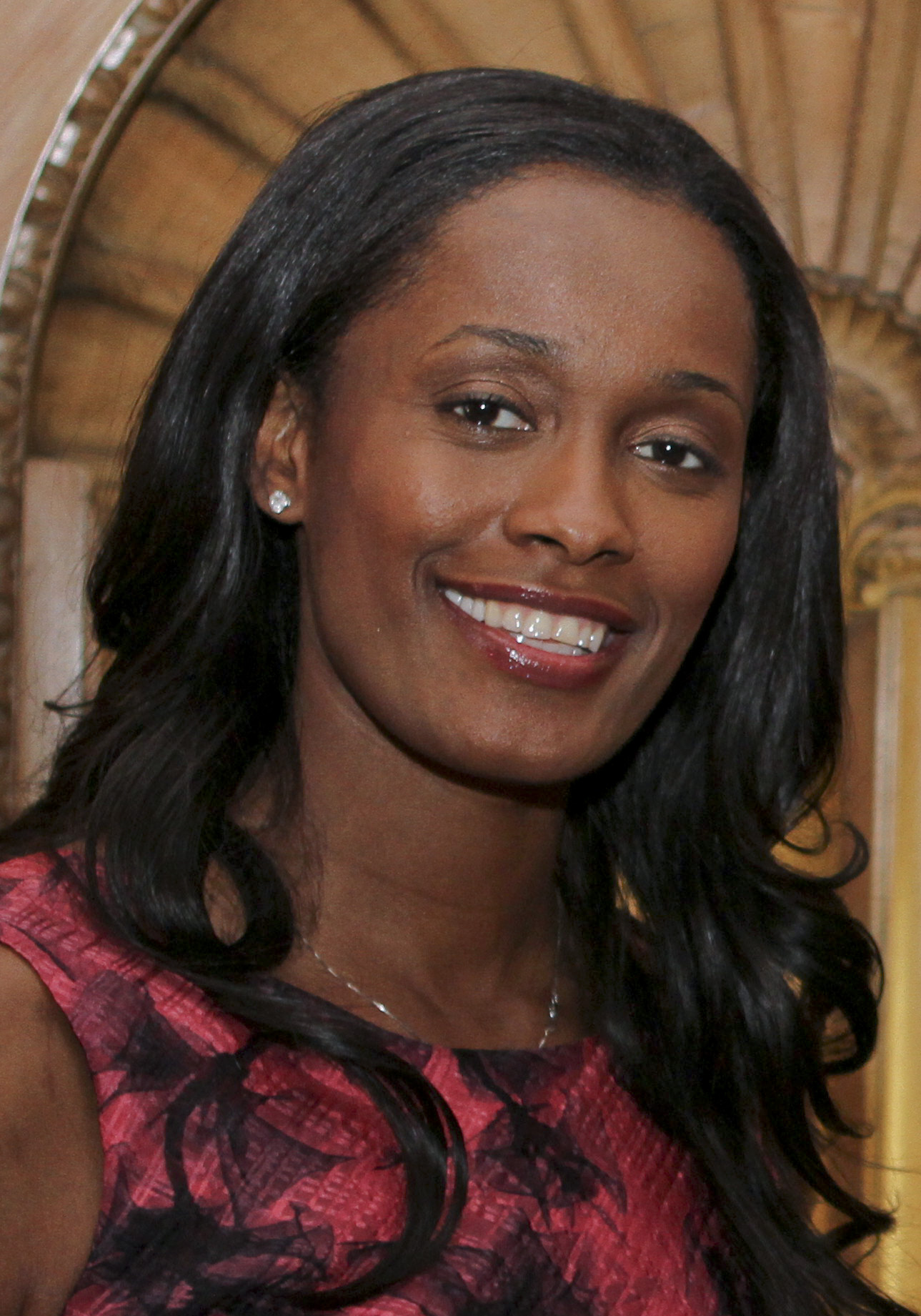
Second titre de MVP pour Swin Cash.

- Équipe ayant quatre joueuses sélectionnées : Lynx.
- Équipes ayant trois joueuses sélectionnées : Sky.
- Équipes ayant deux joueuses sélectionnées : Storm, Mercury, Silver Stars, Sun, Liberty, Fever.
- Équipes ayant une joueuse sélectionnée : Sparks, Dream, Mystics, Shock.

*Candace Parker est forfait sur blessure. Elle est remplacée par Rebekkah Brunson dans le cinq de départ et la rookie Liz Cambage complète la sélection.
La sélection est effectuée par les fans sur internet. Tamika Catchings remporte 32 706 voix, le meilleur score d'entre les joueuses. Maya Moore (21 379 voix) est la première rookie sélectionnée dans le cinq de départ depuis Sue Bird et Tamika Catchings en 2002, même si elle a déjà disputé le match opposant une sélection WNBA avec la sélection américaine alors qu'elle était encore joueuse aux Huskies du Connecticut.
Cappie Pondexter intègre pour la première fois le cinq de départ. Tamika Catchings, Sue Bird et Diana Taurasi sont dans ce cinq majeur depuis leur entrée dans la ligue.
C'est la première fois depuis 2006 (avec Seimone Augustus, Cappie Pondexter, Sophia Young, Candice Dupree) que quatre rookies sont sélectionnées pour cette rencontre.
L'entraineur du Storm de Seattle Brian Agler dirige la Sélection Ouest tandis que la sélection Est est pilotée par l'entraîneuse du Dream d'Atlanta Marynell Meadors, en tant que coachs des équipes championnes de conference la saison passée.
| 23 juillet | Report | Conférence Est 118, Conférence Ouest 113                         | Conférence Est 118, Conférence Ouest 113 | Conférence Est 118, Conférence Ouest 113        |  | AT&T Center, San Antonio Affluence : 12,540 Arbitres : #4 Sue Blauch #17 Scott Twardoski #45 Tom Mauer | ABC (HD) |
| 23 juillet | Report | Score par quart-temps : 33–36, 32–30, 27–26, 26–21               |                                          |                                                 |  | AT&T Center, San Antonio Affluence : 12,540 Arbitres : #4 Sue Blauch #17 Scott Twardoski #45 Tom Mauer | ABC (HD) |
| 23 juillet | Report | Cappie Pondexter (17) Angel McCoughtry (10) Cappie Pondexter (7) | Points Rebonds Passes d.                 | Swin Cash (21) Swin Cash (12) Diana Taurasi (7) |  | AT&T Center, San Antonio Affluence : 12,540 Arbitres : #4 Sue Blauch #17 Scott Twardoski #45 Tom Mauer | ABC (HD) |